# Petelia albifrontaria
Petelia albifrontaria là một loài bướm đêm trong họ Geometridae.